# Oulujärven lintusaaret
Oulujärven lintusaaret este o arie protejată (arie de protecție specială avifaunistică — SPA) din Finlanda întinsă pe o suprafață de 1.246 ha, integral pe uscat.

## Localizare
Centrul sitului Oulujärven lintusaaret este situat la coordonatele 64°29′43″N 26°53′13″E / 64.4953°N 26.8869°E.

## Înființare
Situl Oulujärven lintusaaret a fost declarat arie de protecție specială avifaunistică în august 1998 pentru a proteja 18 specii de animale.

## Biodiversitate
Situată în ecoregiunea boreală, aria protejată nu include niciun habitat protejat.
La baza desemnării sitului se află mai multe specii protejate de  păsări (18): rață sulițar (Anas acuta), pietruș (Arenaria interpres), rața moțată (Aythya fuligula), Branta leucopsis, bătăuș (Calidris pugnax), lebădă de iarnă (Cygnus cygnus), șoimul rândunelelor (Falco subbuteo), cufundar polar (Gavia arctica), cocor (Grus grus), Hydrocoloeus minutus, pescăriță mare (Hydroprogne caspia), Larus fuscus fuscus, pescăruș râzător (Larus ridibundus), rață pestriță (Mareca strepera), corcodel-cu-gât-roșu (Podiceps grisegena), chiră de baltă (Sterna hirundo), Sterna paradisaea, fluierarul cu picioare roșii (Tringa totanus).
Pe lângă speciile protejate, pe teritoriul sitului au mai fost identificate 7 specii de păsări.